# Blaye-les-Mines

Blaye-les-Mines este o comună în departamentul Tarn din sudul Franței. În 2009 avea o populație de 3.080 de locuitori.

## Evoluția populației
| An        | 1975  | 1982  | 1990  | 1999  | 2006  | 2009  |
| --------- | ----- | ----- | ----- | ----- | ----- | ----- |
| Populație | 4.563 | 3.919 | 3.227 | 2.944 | 3.058 | 3.080 |